# Lila & Eve
Lila & Eve is een Amerikaanse film uit 2015, geregisseerd door Charles Stone III. De film ging in wereldpremière op 30 januari op het Sundance Film Festival.

## Verhaal
Lila (Viola Davis) kampt met een depressie na de dood van haar zoon Stephon bij een drive-by schietpartij. Ze gaat bij een zelfhulpgroep en leert daar Eve (Jennifer Lopez) kennen wiens dochter diezelfde nacht werd gedood. Ze besluiten zelf achter de drugsdealers te gaan die verantwoordelijk zijn voor de dood van Stephon. Gaandeweg escaleert het geweld en komt Lila achter de waarheid over Eve’s identiteit.

## Rolverdeling
| Acteur         | Personage           |
| -------------- | ------------------- |
| Jennifer Lopez | Eve Rafael          |
| Viola Davis    | Lila Walcott        |
| Shea Whigham   | Detective Holliston |
| Lisa Maffia    | Kelly Walcott       |
| Yolonda Ross   | Patrice             |
| Aml Ameen      | Stephon             |
| Andre Royo     | Skaketti            |